# 黄金の林檎
黄金の林檎（おうごんのりんご）は、さまざまな国や民族に伝承される民話や説話の果実である。
よく見られるのは、醜怪な敵役が隠したり盗んだりした黄金のリンゴを、ヘーラクレースやファト・フルモスといった英雄が取り戻すという主題である。あるいは北欧神話のように、黄金の林檎は神の食べ物、また不死の源として描かれている。
英語の apple にあたる語はもともと果実全般を指す語である。「黄金の林檎」という語も、必ずしも現代で言う林檎を指すわけではなく、後述するように「黄金の林檎」と同一視されるのは他の果実であることが多い。

## ギリシア神話
ギリシア神話には、黄金の林檎の話として以下の3つが伝わる。

### アタランテー
女狩人であったアタランテーは、とても美しかったが、結婚には消極的だった。神託で、結婚すると不運が訪れると告げられていたからである。狩りに参加したアタランテーが毛皮を手に入れた後、彼女を結婚させようとした父は、娘に約束をさせた。求婚者は彼女と徒競走をして、求婚者が負ければ殺されるが、もし求婚者が勝てば、彼女はその者と結婚する、という約束であった。脚に自信のあったアタランテーは、喜んでその約束に応じた。
彼女は多くの競争相手を振り切って走った。ヒッポメネース、あるいはメラニオーンは、まともに争ってはアタランテーに勝てないことが分かっていたので、女神アプロディーテーに祈りを捧げて助けを乞うた。アプロディーテーは彼に3つの黄金の林檎を与え、それを1つずつ落としてアタランテーの気を逸らすよう教えた。ヒッポメネースがその通りにすると、アタランテーはそれぞれの黄金の林檎を拾うために、走るのをやめて立ち止まった。こうして、ヒッポメネースはアタランテーに勝利し、彼女を得たのである。しかし、ヒッポメネースは女神に感謝することを忘れたので、ライオンに変えられてしまったという。

### ヘスペリデスの園

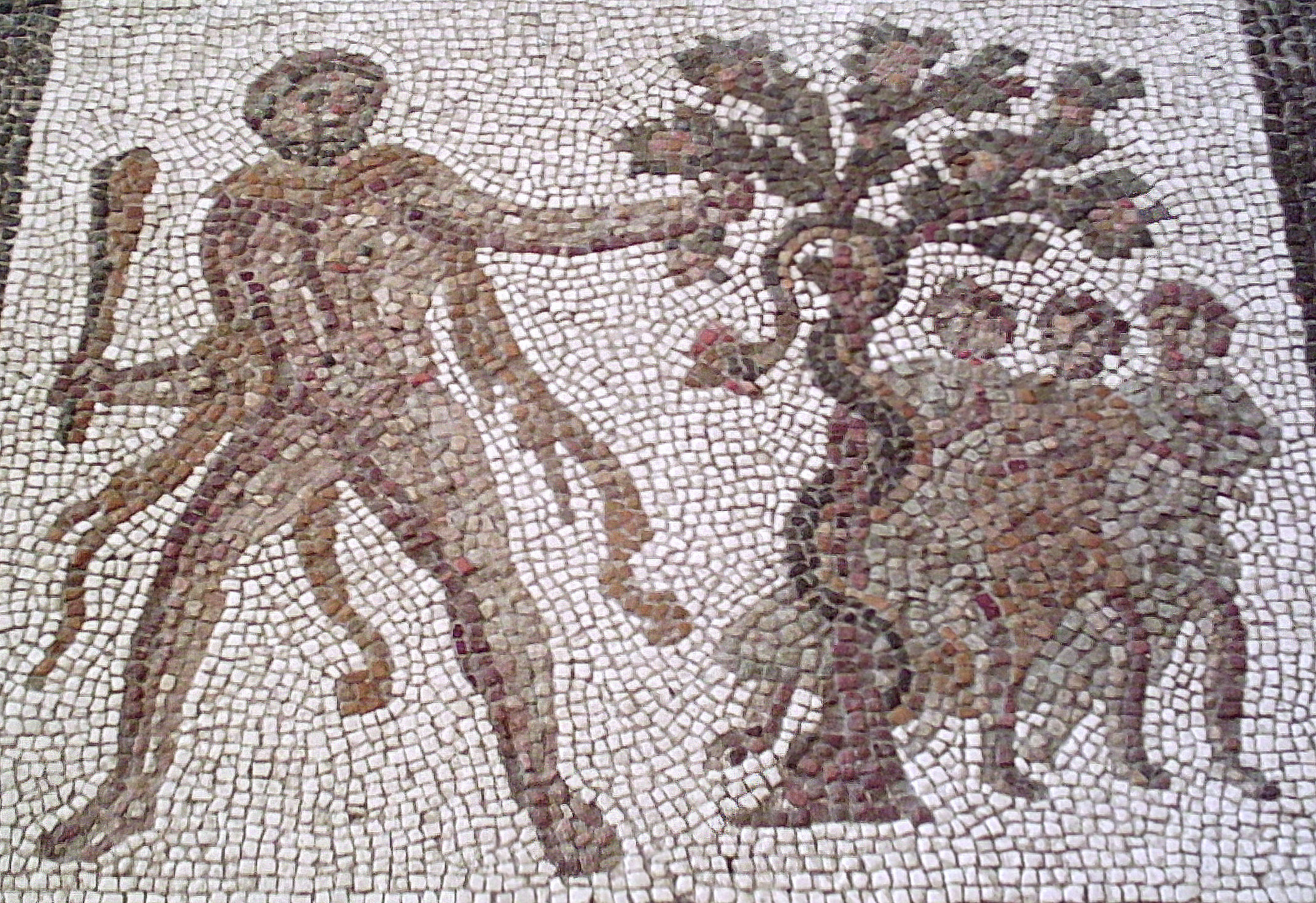
ヘスペリデスから林檎を盗むヘーラクレース

ヘスペリデスの園はヘーラーの果樹園で、世界の西の果て、あるいは北方のヒュペルボレイオス人の国にあるとされた。そこに不死を得られる黄金の林檎の林があり、不死の百頭竜とヘスペリデスがその番人としておかれていた。この林檎の木はヘーラーとゼウスの結婚の際に、ガイアから贈られたものである。ヘーラクレースの十二の功業の11番目は、ヘスペリデスの園からこの黄金の林檎を盗み出すことだった。

### 不和の林檎とパリスの審判
ゼウスが開いたペーレウスとテティスの結婚の祝宴に招かれなかった争いの女神エリスは、宴の最中に黄金の林檎を投げ入れた（あるいは転がし入れた）。黄金の林檎には「καλλίστῃ」（「最も美しい女神に」）と書かれていた。3人の女神、ヘーラー、アテーナー、アプロディーテーがこの林檎を自らに相応しいものとして要求した。

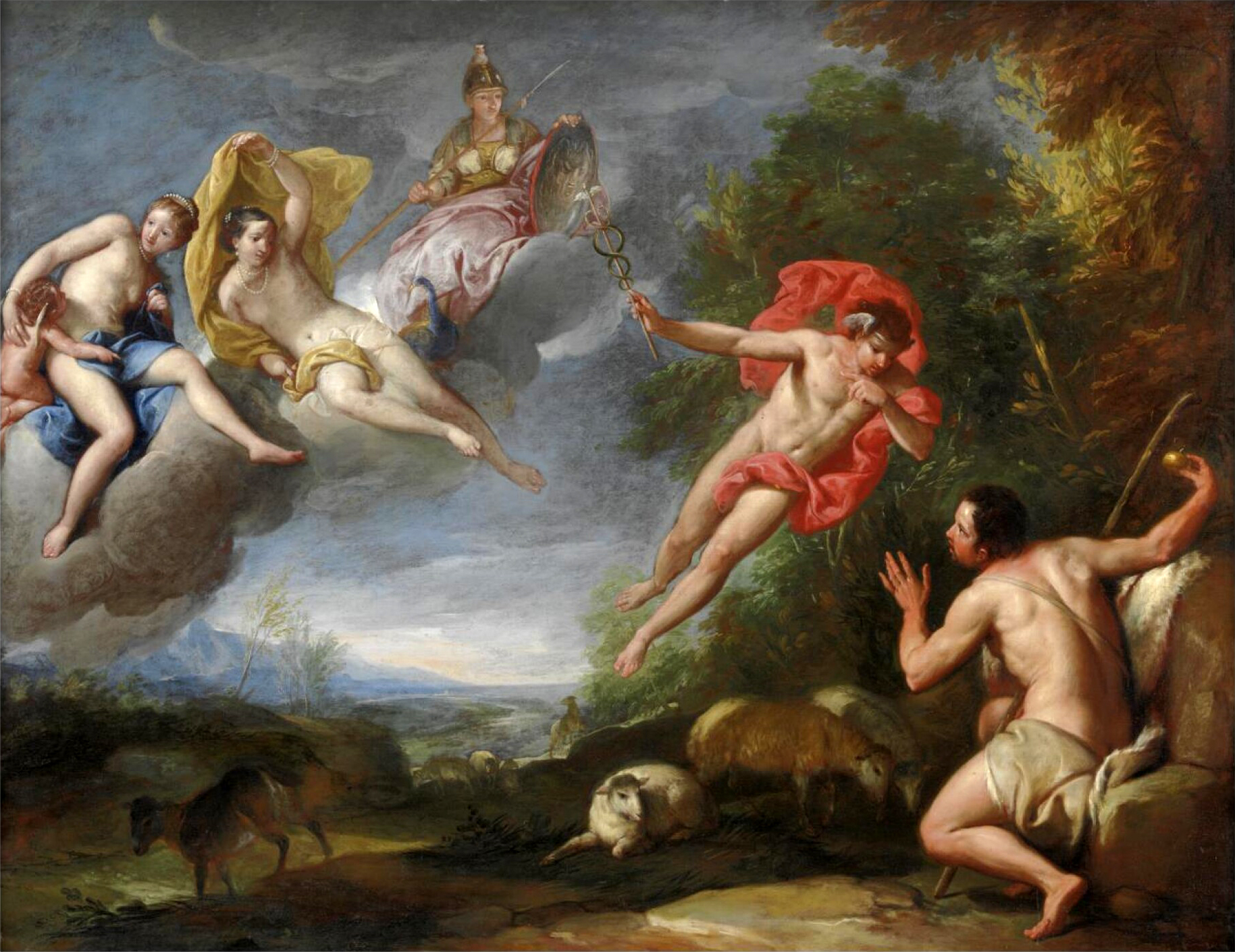
グレゴリオ・ラッザリーニ「パリスの審判」18世紀

ゼウスは、人類で最も美しい男、トロイアのパリスが、間もなく行われる雄牛の審査会で審判をすることに気付き、雄牛に姿を変えたアレースを遣わした。アレースは、ゼウスに命じられたこのこっけいな義務を受け入れた。神たるアレースはどこから見ても完璧であり、結果、金の月桂冠を勝ち取る。ゼウスはパリスが公正公平な審判をすると知っており、パリスに判断させようと考えたのである。
彼は林檎をヘルメースに持たせ、パリスにそれを届けて、女神たちが彼の判断を議論抜きに受け入れることを伝えよと命じた。女神たちはパリスのもとに現れ、それぞれ林檎を得るための賄賂としてパリスに贈り物を約束した。
ヘーラーは、「アシアの君主の座」を、アテーナーは「戦いにおける勝利」をパリスに約束した。最後のアプロディーテーは、「この世で最も美しい女」、すなわちトロイアのヘレネー（この時点ではスパルタの王妃）を妻に与えようと約束した。パリスはアプロディーテーを選び、これがトロイア戦争の発端となる。
パリスはすぐに兄弟と、ヘレネーとメネラーオスの結婚を祝うために出かけた。彼らはそこで夜を迎え、メネラーオスはアガメムノーンに呼び出されると、ヘレネーとパリスだけが残された。このとき二人は愛を交わし、ヘレネーはメネラーオスを捨ててパリスとともにトロイアへ向かった。ここからトロイア戦争が始まった。

## 北欧神話

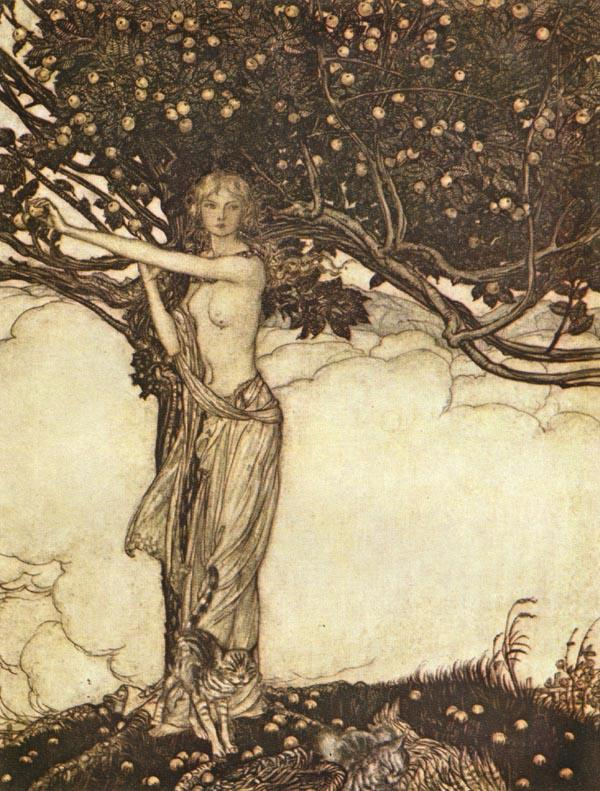
黄金の林檎の木とフライア。『ラインの黄金』より。

北欧神話では、黄金の林檎は神の不老不死の源とされる。これはギリシア神話におけるアムブロシアーに当たる。女神イズンが林檎の管理に当たっており、林檎と最も関連付けられる。

### 神話
『詩語法』第1章（No.55）でイズンは、エーギルによるアースガルズの晩餐でその玉座につくアース神族の女性神8人の1人だとされる。第56章でブラギは、イズンが霜の巨人スィアチに誘拐されたとエーギルに語る。
ブラギは語るところによれば、鷲に姿を変えたスィアチを棒で打った仕返しに、ロキは鳥につかまれて空に向かってぐいぐいと引っ張られる。彼の足は石、砂利、木にぶつかって大きな音を立て、ロキは自分の腕が肩から引きちぎれるのではないかと思う。ロキが大声で叫んで鷲に休戦を乞うと、鷲はロキに、イズンをその林檎とともにアースガルズの外に連れ出すと正式に誓えば放してやると言う。ロキは承知し、友人のオーディンとヘーニルのところに戻る。ロキは、アースガルズから「ある森」にイズンを誘い出そうとして、自分が見つけた林檎をイズンが管理すべきだ、イズンの持っている林檎を持ち出して、ロキの見つけたリンゴと比べてみるべきだと説く。スィアチが鷲の姿で現れてイズンを強奪し、自分の宮殿であるスリュムヘイムへ連れ去る。
イズンがいなくなると、アース神族の老化が始まった。アース神族は集会を開き、イズンを最後に見たのはいつか互いに確かめ合う。イズンが最後に目撃されたのは、ロキと一緒にアースガルズの外に出た時だとわかり、ロキを捕まえて集会に引っ張り出し、殺すぞ拷問するぞと脅しをかける。恐怖に駆られたロキは、女神フレイヤに「鷹の羽衣を借りられれば、自分がヨトゥンヘイムの地へイズンを探しに行く」と口走る。フレイアは鷹の羽衣をロキに貸し、ロキはそれを使って北のヨトゥンヘイムに飛んで翌日スィアチの宮殿に到着する。スィアチはボートで海に出ていてイズンだけが残っていた。ロキはイズンを木の実（胡桃）に変え、爪に掴んで必死に飛んで帰る。
帰宅したスィアチは、イズンがいなくなったことに気付き、鷲に姿を変えてロキを追い、大風を吹かせる。アース神族は木の実を掴んで飛ぶ鷹と、それを追う鷲に気付き、アースガルズの地下から木の削り屑を大量に持ち出す。鷹は砦の上に着くと壁沿いに落下する。鷲は鷹を見失っても止まることができず、羽根に火がついて墜落する。アース神族は近づいて霜の巨人スィアチをアースガルズの砦内で殺害し、「この殺害は広く知れ渡った」。

### ニーベルングの指輪
リヒャルト・ワーグナーによる『ニーベルングの指輪』では、黄金の林檎を示すライトモティーフが作曲されている。
最初はファーフナー役によって歌われ、兄弟のファゾルトに向けてフライアを神々から奪わなければならない理由が語られる。

## 説話

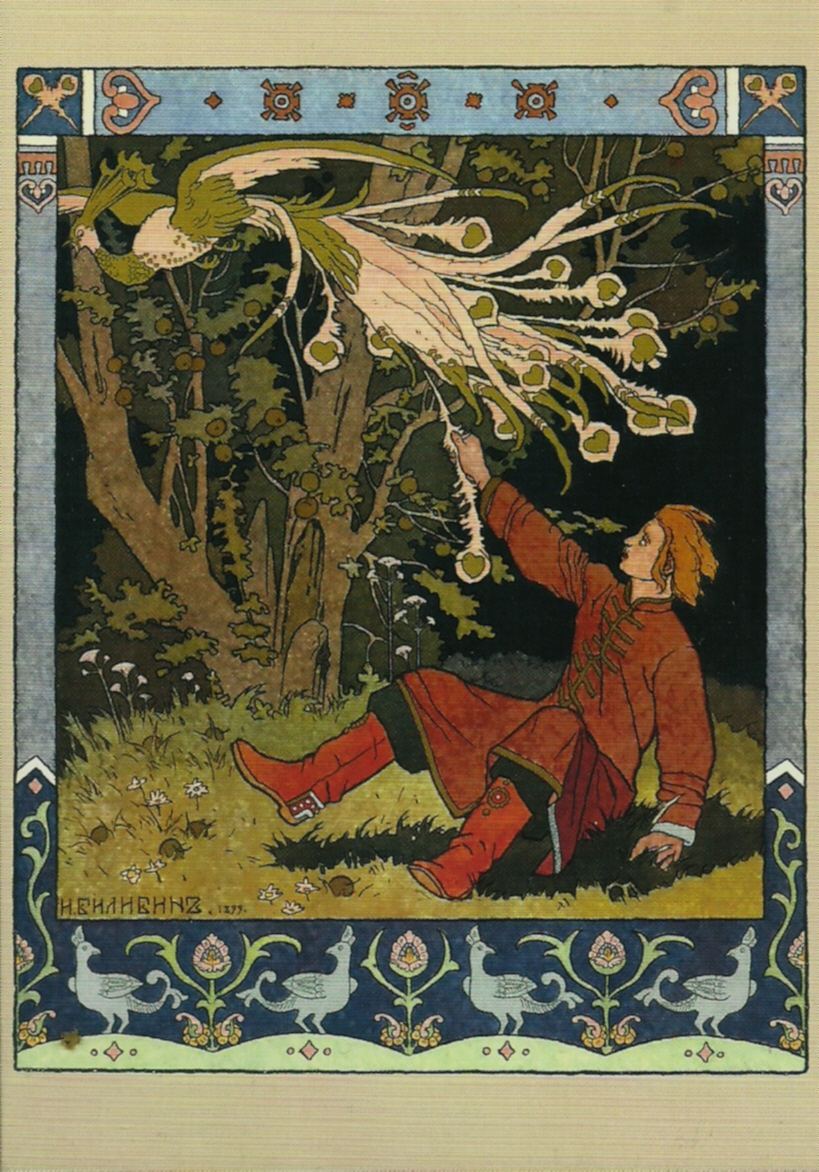
イワン王子は黄金の林檎を盗もうとしたジャール・プチーツァを捕まえる。『イワン王子と火の鳥と灰色狼』より。

ヨーロッパの説話では、王のもとから黄金の林檎を盗み出すのは、通常、鳥であることが多い。
以下に例を挙げる。
- イワン王子と火の鳥と灰色狼（ロシア）
- 黄金の鳥（ドイツ）
- 黄金の人魚　The Golden Mermaid（ドイツ）
- 9羽のクジャクと黄金の林檎　The Nine Peahens and the Golden Apples（セルビア、ブルガリア）
- 勇敢なPrâsleaと黄金の林檎　Prâslea the Brave and the Golden Apples（ルーマニア、鳥ではなくズメウが盗む）

## 現代文学
ウィリアム・バトラー・イェイツの詩『さまようイーンガスの歌』に、次のようなくだりがある。
| I will find out where she has gone And kiss her lips and take her hands; And walk among the dappled grass, And pluck till time and times are done The silver apples of the moon, The golden apples of the sun. | 彼女のゆくえを探しあて その唇にキスをして手を取り まだらな草地を歩きまわり 時が過ぎるまで摘もう 月の銀色の林檎を 太陽の黄金の林檎を |

### ディスコルディア

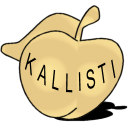
ディスコーディアニズムの林檎

ポストモダニズムの宗教であるディスコーディアニズム（Discordianism）は、ギリシア神話の女神エリス（ローマ神話のディスコルディア（Discordia）に相当する）の黄金の林檎、別名「不和の林檎」を利用している。女神エリスは、オリュンポスの女神の間に不和を引き起こし、ひいてはトロイア戦争を引き起こしたが、これはエリスを祝宴に招かなかったこと（「争いの始まり」とも呼ばれる）の結果であった。ディスコーディアニズムが用いる林檎に刻まれた言葉「Kallisti」は「最も美しい女性に」を意味する。黄金の林檎は、対象者に認知的不協和を引き起こすための悪ふざけのメタファーであるとも言える。

## さまざまな言語における黄金の林檎
多くの言語で、「黄金の林檎」とはオレンジのことである。
例えば、ギリシア語の χρυσομηλιά とラテン語の pomum aurantium は、どちらも字義は「黄金の林檎」でありながら、オレンジを意味する。ドイツ語、フィンランド語、ヘブライ語、ロシア語といった他の言語では、さらに複雑な語源を持つ語が、同じような着想でオレンジを表す。
多くの物語中でオレンジが「不思議な食べ物」とみなされる理由の1つには、他の果実と違って、オレンジが花と実を同時につけることがあげられる。
オレンジの原産地はインド北西部のアッサム地方で、4200年前に中国に伝わり、2世紀頃にローマに伝わり、7世紀頃にイスラムを通じてヨーロッパに持ち込まれた。

## 類似点
「黄金の林檎」の語はしばしば、中東に起源を持つ果実マルメロ を指して使われることがある。
トマトは古代ギリシア世界ではその存在を知られておらず、イタリア語でトマトを意味する "pomodoro" の語は、「黄金の林檎 pomo d'oro」から派生している。